# Улрих II фон Хаген-Мюнценберг
Улрих II фон Мюнценберг (на немски: Ulrich II von Münzenberg; † 11 август 1255) е от 1240 г. до смъртта си господар на Мюнценберг. Той е имперски чиновник (Reichsministeriale) и последният мъж от фамилията Хаген-Мюнценберг.

## Биография
Той е син на Улрих I фон Мюнценберг (1170 – 1240) и съпругата му Аделхайд фон Цигенхайн († 1226), дъщеря на граф Рудолф II фон Цигенхайн.
Улрих II се жени за Хелвиг фон Вайнсберг. Бракът е бездетен. Той подарява през 1252 г. манастир Патерсхаузен, където леля му Лукардис фон Цигенхайн (сестра на майка му) става първата абатиса.
От 1247 г. той е на страната на Вилхелм Холандски, намира се в неговия дворцов лагер и участва в обсадата на замък Кауб.
Богатият Улрих II е наследен от шестте му сестри, които са омъжени за благородници.